# Championnat de Bosnie-Herzégovine de football 2003-2004
Navigation
Saison précédente Saison suivante
La saison 2003-2004 du Championnat de Bosnie-Herzégovine de football était la 12e édition du championnat national de première division et la deuxième où les clubs serbes, bosniaques et croates disputent la compétition au sein d'une seule et même poule. Les seize clubs affrontent leurs adversaires deux fois, une fois à domicile et une fois à l'extérieur. En fin de saison, les 2 derniers du classement sont relégués en 2e division régionale et sont remplacés par le meilleur club de chaque groupe de D2.
C'est le NK Široki Brijeg, qui remporte le titre cette saison en terminant en tête du championnat, devançant de 2 points le FK Željezničar Sarajevo et de 5 points le FK Sarajevo. Le tenant du titre, le FK Leotar Trebinje prend la 4e place à 5 points du nouveau champion. C'est le tout premier titre de champion de Bosnie-Herzégovine du NK Siroki.

## Les 16 clubs participants
| - FK Željezničar Sarajevo - NK Brotnjo - FK Sarajevo - NK Celik Zenica - NK Široki Brijeg - NK Posusje - FK Sloboda Tuzla - HNK Orasje | - HSK Zrinjski Mostar - NK Zepce - FK Leotar Trebinje - FK Borac Banja Luka - FK Glasinac Sokolac - FK Rudar Ugljevik - FK Modrica - Promu de First League - NK Travnik - Promu de First League |

## Compétition

### Classement
Le barème utilisé pour établir le classement est le suivant :
- Victoire : 3 points
- Match nul : 1 point
- Défaite : 0 point

| Rang | Équipe                  | Pts | J  | G  | N  | P  | Bp | Bc | Diff |
| ---- | ----------------------- | --- | -- | -- | -- | -- | -- | -- | ---- |
| 1    | NK Široki Brijeg        | 61  | 30 | 19 | 4  | 7  | 58 | 32 | +26  |
| 2    | FK Željezničar Sarajevo | 59  | 30 | 18 | 5  | 7  | 67 | 35 | +32  |
| 3    | FK Sarajevo             | 56  | 30 | 17 | 5  | 8  | 58 | 25 | +33  |
| 4    | FK Leotar Trebinje T    | 56  | 30 | 17 | 5  | 8  | 46 | 23 | +23  |
| 5    | FK Sloboda Tuzla        | 42  | 30 | 11 | 9  | 10 | 38 | 36 | +2   |
| 6    | FK Modrica P C          | 40  | 30 | 11 | 7  | 12 | 43 | 43 | 0    |
| 7    | FK Borac Banja Luka     | 39  | 30 | 11 | 6  | 13 | 40 | 42 | -2   |
| 8    | HNK Orasje              | 39  | 30 | 12 | 3  | 15 | 40 | 51 | -11  |
| 9    | FK Rudar Ugljevik       | 39  | 30 | 11 | 6  | 13 | 31 | 43 | -12  |
| 10   | NK Posusje              | 39  | 30 | 11 | 6  | 13 | 35 | 48 | -13  |
| 11   | HSK Zrinjski Mostar     | 38  | 30 | 11 | 5  | 14 | 40 | 47 | -7   |
| 12   | NK Celik Zenica         | 37  | 30 | 9  | 10 | 11 | 42 | 43 | -1   |
| 13   | NK Žepče                | 37  | 30 | 10 | 7  | 13 | 26 | 38 | -12  |
| 14   | NK Travnik P            | 37  | 30 | 10 | 7  | 13 | 30 | 43 | -13  |
| 15   | FK Glasinac Sokolac     | 33  | 30 | 9  | 6  | 15 | 34 | 49 | -15  |
| 16   | NK Brotnjo              | 19  | 30 | 4  | 7  | 19 | 29 | 59 | -30  |

|  | Qualification pour la Ligue des clubs champions 2004-2005                                          |
|  | Qualification pour la Coupe UEFA 2004-2005                                                         |
|  | Qualification pour la Coupe Intertoto 2004                                                         |
|  | Relégation en Prva Liga                                                                            |
|  | T : Tenant du titre C : Vainqueur de la Coupe de Bosnie-Herzégovine P : Promu de deuxième division |

## Bilan de la saison
| Championnat de Bosnie-Herzégovine de football 2003-2004         |                                                          |
| Champion                                                        | NK Široki Brijeg (1er titre)                             |
| Coupes et trophées                                              |                                                          |
| Vainqueur de la Coupe de Bosnie-Herzégovine 2003-2004           | FK Modrica                                               |
| Qualifications continentales                                    |                                                          |
| Ligue des clubs champions 2004-2005 (1er tour de qualification) | NK Široki Brijeg                                         |
| Coupe UEFA 2004-2005                                            | FK Modrica                                               |
| Coupe UEFA 2004-2005                                            | FK Željezničar Sarajevo                                  |
| Coupe Intertoto 2004                                            | FK Sloboda Tuzla                                         |
| Promotions et relégations                                       |                                                          |
| Promus en Premier League                                        | FK Buducnost Banovici (Fédération de Bosnie-Herzégovine) |
| Promus en Premier League                                        | FK Slavija (Fédération de Republica Srpska)              |
| Relégués en Prva Liga                                           | FK Glasinac Sokolac NK Brotnjo                           |